# Nikola Prkačin
Nikola Prkačin, né le 15 novembre 1975 à Dubrovnik, dans la république socialiste de Croatie, est un joueur croate de basket-ball, évoluant au poste d'ailier fort.

## Carrière

### Palmarès
- Champion de Croatie 1999, 2000, 2001, 2002 (Cibona Zagreb)
- Vainqueur de la coupe de Croatie 1994, 1997 (KK Split), 1999, 2001, 2002, 2009 (Cibona Zagreb)
- Champion de Turquie 2004, 2005 (Efes Pilsen Istanbul)
- Vainqueur de la coupe de Turquie 2006 (Efes Pilsen Istanbul)
- Vainqueur de la supercoupe de Turquie 2007 (Efes Pilsen Istanbul)
- Champion de Grèce 2008 (Panathinaikos)
- Vainqueur de la coupe de Grèce 2008 (Panathinaikos)